# Cantón de Vabre
El cantón de Vabre era una división administrativa francesa, que estaba situada en el departamento de Tarn y la región de Mediodía-Pirineos.

## Composición
El cantón estaba formado por seis comunas:
- Ferrières
- Lacaze
- Le Masnau-Massuguiès
- Saint-Pierre-de-Trivisy
- Saint-Salvi-de-Carcavès
- Vabre

## Supresión del cantón de Vabre
En aplicación del Decreto n.º 2014-170 de 17 de febrero de 2014, el cantón de Vabre fue suprimido el 22 de marzo de 2015 y sus 6 comunas pasaron a formar parte del nuevo cantón de Las Altas Tierras de Oc.